# Кубок Лиги по мини-футболу
Кубок Лиги по футзалу — соревнование для российских мини-футбольных клубов, которое проводит Ассоциация профессиональных мини-футбольных клубов России «Суперлига».  

## История
29 ноября 2023 года АПМФК «Суперлига» объявила о создании нового турнира — Кубка лиги по футзалу.
Турнир можно считать идейным возрождением Кубка Высшей лиги, проводившегося в 1990-х годах.

## Участники
В турнире принимают участие все клубы мини-футбольной Суперлиги. В сезоне 2024/25 в турнире принимали участие следующие команды:
| Клуб              | Город           |
| ----------------- | --------------- |
| Газпром-Югра      | Югорск          |
| КПРФ              | Москва          |
| Новая генерация   | Сыктывкар       |
| Норильский никель | Норильск        |
| Синара            | Екатеринбург    |
| Тюмень            | Тюмень          |
| Ухта              | Ухта            |
| Торпедо           | Нижний Новгород |
| Сибиряк           | Новосибирск     |
| Кристалл          | Санкт-Петербург |
| ЛКС               | Липецк          |
| ИрАэро            | Иркутск         |

## Формат турнира
Формат турнира включает три этапа: два групповых и плей-офф (Финал Восьми).
- Первый групповой этап: 12 команд делятся на 4 группы по 3 команды, каждая из которых играет с каждой по одному матчу. Победители групп выходят в Финал Восьми напрямую, команды, занявшие 2 и 3 места в группе, выходят во второй этап.
- Второй групповой этап: 8 оставшихся команд делятся на 2 группы по 4 команды, каждая из которых играет с каждой по одному матчу. Обладатели первых двух мест в каждой группе выходят в плей-офф, те, кто занял 3 и 4 места в группе, завершают выступление в турнире.[2]
- Финал Восьми: команды, потерпевшие поражение в 1/4 финала, переходят в малый финал, где разыгрывают места с 5 по 8.

## Победители и призёры
| Сезон     | Победитель   | Счёт | Финалист     |        | 3 место        | Счёт              | 4 место |
| 2024      | Ухта         | 5:4  | Газпром-Югра | КПРФ   | 4:3 (доп. вр.) | Новая генерация   |         |
| 2024/2025 | Газпром-Югра | 7:4  | Ухта         | ИрАэро | 3:2            | Норильский никель |         |